# Aoede (měsíc)
Aoede (řecky Αοιδή), neboli Jupiter XLI, je přirozená družice planety Jupiter. Byla objevena roku 2003 týmem astronomů z Havajské univerzity pod vedením Scotta S. Shepparda a obdržela předběžné označení S/2003 J7. Aoede má přibližně 4 km v průměru a kolem Jupitera obíhá v průměrné vzdálenosti 23,044 milionů km po nestabilní retrográdní dráze s výstředností 0,6012 a se sklonem 160° k Jupiterovu rovníku. Byla pojmenována v březnu roku 2005 po Aode, múze zpěvu a dceře boha Dia (Jupitera) a Mnemosyne. Aoede patří do rodiny Pasiphaë.